# Xilografia (rivista)
Xilografia è stata una rivista italiana dedicata a questa tecnica incisoria. Fondata a Faenza da Francesco Nonni, fu edita dal 1924 al 1926.

## Storia
Nei primi anni del XX secolo, contribuendo al risvegliato un interesse per l'incisione xilografica, in Italia nacquero alcune pubblicazioni sull'argomento: le principali furono L'Eroica di Ettore Cozzani (1911) e Xilografia di Francesco Nonni (1924). 
Stampata in trecento esemplari a Faenza, presso lo stabilimento tipografico dei Fratelli Lega, la rivista ebbe come ispiratore e direttore lo stesso Nonni.

Il suo intendimento era raccogliere nei suoi fascicoli il meglio della produzione xilografica italiana del periodo, rivolgendo l'attenzione a tutte le tendenze artistiche contemporanee, e di impedire la dispersione dei nuovi talenti emersi in Italia nei primi decenni del Novecento. 
Tutte le principali correnti artistiche vi furono rappresentate: da quella espressionista con le incisioni di Domenico Baccarini, Ebba Holm, Emilio Mantelli e Lorenzo Viani, al genere Déco con i lavori di Carlo Gino Sensani, Alfredo Morini e naturalmente dello stesso Francesco Nonni.

Il gusto estetizzante era presentato dalle xilografie di Adolfo De Carolis e dal famoso ritratto di D'Annunzio, realizzato da Gino Barbieri. 

Altri incisori di primo piano che collaborarono alla rivista sono stati Benito Boccolari, Remo Branca, Bruno da Osimo, Mino Maccari, Giannetto Malmerendi, Diego Pettinelli, Luigi Servolini. In un triennio la rivista pubblica almeno 360 xilografie di 57 tra i migliori artisti nazionali.
Nel 2017 si è tenuta a Rimini una mostra interamente dedicata alla rivista.